# Caraguatatuba
Caraguatatuba ist eine brasilianische Küstenstadt mit etwa 115.000 Einwohnern im Bundesstaat São Paulo (SP), ca. 100 km nordöstlich von Santos und 200 km von São Paulo entfernt. Gleich hinter der Küstenebene türmt sich die bis zu 1200 m hohe Serra do Mar auf. Über die Rodovia dos Tamoios (SP-099), eine schöne Serpentinenstraße wird der Höhenunterschied zur dahintergelegenen Hochebene überwunden.

## Geschichte
Die Stadt wurde zunächst 1664/1665 von Manuel de Faria Dória gegründet. 1693 brach jedoch eine Pockenepidemie aus, dem ein Teil der Bevölkerung zum Opfer fiel. Der Rest floh in die Städte Ubatuba und São Sebastião. Caraguatatuba blieb lange Zeit verlassen. Am 27. September 1770 wurde der Ort zur „Vila“ ohne politisch-administrative Rechte erhoben. Am 20. April 1857 wurde sie endlich in die Kategorie „Vila“ mit diesen Rechten befördert.
Am 18. März 1967 kamen gewaltige Regenmassen vom Himmel und ließen einige Hügel der Stadt abrutschen. Hunderte von Menschen und Tieren wurden vom Schlamm erfasst und mitgerissen oder von Baumstämmen und Steinen erschlagen. Die Stromversorgung brach zusammen. Mit Hilfe aus den anderen Städten Brasiliens wurde Caraguatatuba in den Folgejahren wieder aufgebaut.

## Klima
Die kältesten Monate sind Juni bis August mit Tiefsttemperaturen von 16,0–16,9 °C, die heißesten Monate sind Januar bis März mit Höchsttemperaturen von 30,1–30,5 °C. Der geringste Niederschlag fällt zwischen Juni und August mit 68–87 mm, der meiste Niederschlag wird von Oktober bis März mit 206–270 mm verzeichnet.

## Wirtschaft
Größere Industrie gibt es nicht. Neben Handel, Fischerei sowie Land- und Forstwirtschaft spielt der Tourismus eine gewisse Rolle. An der Stadt befindet sich ein langer Sandstrand, am Ostrand sind mehrere größere Hotelkomplexe. Die umliegende Küste besteht aus zahlreichen kleinen, malerischen Buchten und Ständen, der bei Surfern beliebteste ist die Praia Brava. Viele Touristen kommen auch über das Wochenende aus der nahegelegenen Metropole São Paulo.

## Bistum Caraguatatuba
- Bistum Caraguatatuba

## Persönlichkeiten
- Harrison Cardoso de Oliveira (* 1992), Fußballspieler
- Igor Marcondes (* 1997), Tennisspieler
- Ketiley Batista (* 1999), Hürdenläuferin